# Gnaphosa belyaevi
Gnaphosa belyaevi är en spindelart som beskrevs av Ovtsharenko, Platnick och Song 1992. Gnaphosa belyaevi ingår i släktet Gnaphosa och familjen plattbuksspindlar.
Artens utbredningsområde är Mongoliet. Inga underarter finns listade i Catalogue of Life.